# Xã Arkansas, Quận Arkansas, Arkansas
Xã Arkansas (tiếng Anh: Arkansas Township) là một xã thuộc quận Arkansas, tiểu bang Arkansas, Hoa Kỳ. Năm 2010, dân số của xã này là 92 người.